# Сльота Ольга Петрівна
Сльота Ольга Петрівна (17 травня 1947 року, Київ, УРСР, СРСР ― 20 вересня 2019 року, Київ, Україна) ― українська художниця, живописець, член НСХУ (1973). Дочка П. Сльоти та Г. Зорі, сестра О. Сльоти, мати Н. Кохаль.

## Біографічні дані
Народилася 17 травня 1947 року у Києві у сім'ї художників.
У 1972 році закінчила Київський художній інститут (майстерня Т. Яблонської).
З 1978 по 1985 ― була головою молодіжного об’єднання Київської організації НСХУ. 
У 1970-х роках. разом із художником П. Зикуновим започаткувала святкування Дня Києва на Андріївському узвозі за участі молодих художників. 
З 2003 по 2013 ― працювала викладачем фахових дисциплін на кафедрі дизайну Відкритого міжнародного університету розвитку людини «Україна» у Києві. 
Померла 20 вересня 2019 року в Києві.

## Творча робота
Учасниця всесоюзних та всеукраїнських мистецьких виставок. Персональна ― у Києві (2016, родинна). Деякі твори зберігаються в Національному історико-культурному заповіднику «Качанівка» , Уманському краєзнавчому музеї, Історико-художньому музеї в м. Кадіївка, Музеї «Дрогобиччина», Сумському обласному художньому музеї ім. Никанора Онацького.
Працювала в напрямі фантастичного реалізму (натюрморт і пейзаж). Творам характерні такі риси: художня завершеність, ненав’язлива монументальність, яскраве образне бачення, самобутній стиль.

### Основні твори
За ЕСУ: «На Центральному стадіоні» (1977), «Кінець літа» (1985), «Збирання троянд», «А. Ахматова» (обидва ― 1987), «Натюрморт» (1988), «Т. Шевченко» (1989), «Натюрморт. Завтра до школи», «Одного разу в Новому Світі» (обидва ― 1990), «К. Білокур» (1991), «Автопортрет з капустою», «Таємниця тихої води» (обидва ― 1992), «Вечоріє» (1993), «Удвох» (1994), «Вечеря», «Готель», «Зимовий політ» (усі ― 1995), «Муза» (1999), «Пам’ять» (2000), «Речі зі старої скрині» (2002), «Загребелля» (2004), «Риба» (2006), «Вечірня бесіда» (2012).